# Hohenlindeni csata
A hohenlindeni csata a második koalíciós háború döntő ütközete a francia és osztrák csapatok között, a Münchentől keletre fekvő Hohenlinden község mellett. 
Moreau tábornok vezette francia csapatok teljes győzelmet arattak a János osztrák főherceg vezette osztrákok felett. A Habsburg Birodalom a vereség hatására kénytelen volt aláírni a lunéville-i békét 1801-ben.